# ضيف شرف (رواية)
ضيف شرف (بالإنجليزية: A Guest of Honour) هي رواية للكاتبة الجنوب أفريقية والحاصلة على جائزة نوبل نادين غورديمير، نشرت عام 1970، لأول مرة عن دار نشر فايكنغ برس. 

## نبذة عن الرواية
دور أحداث الرواية في دولة إفريقية خيالية تستعد للاحتفال باستقلالها عن الحكم الاستعماري البريطاني. يُدعى جيم كاديلاك، وهو قاضٍ بريطاني متقاعد سبق أن طُرد من البلاد بسبب آرائه السياسية المتحررة، ليكون "ضيف الشرف" في مراسم الاستقلال. وقد كان كاديلاك شخصية بارزة دعمت الحقوق والحريات المدنية.

## المحاور
- الاستعمار وما بعده: كيف يُمكن للثورات أن تخون مبادئها.
- السلطة والفساد: الانزلاق من التحرر إلى الاستبداد.
- الصراع الأخلاقي: جيم يعيش أزمة ضمير بين الوفاء للمبادئ وقبول الواقع الجديد.

- الثقافة والسياسة: كيف تتقاطع الهويات الثقافية مع التحولات السياسية.

## الشخصيات
تُجسد الشخصيات الرئيسية في الرواية صراعات متعددة بين المبادئ والواقع في مرحلة ما بعد الاستعمار. يمثل جيم كاديلاك القاضي البريطاني الضمير الأخلاقي الأوروبي المنفي، الحامل لقيم العدالة والإنصاف في عالم يتغير من حوله. أما آدم، تلميذه السابق، فقد أصبح قائدًا ثوريًا ورئيسًا للدولة الجديدة، ويعكس تحوّل النضال التحرري إلى سلطة سياسية قد تتناقض أحيانًا مع المبادئ الأولى. وتشكل سالي، زوجة جيم، ضميرًا عاطفيًا وأخلاقيًا موازنًا له، تذكره بالحنان الإنساني في خضمّ الصراعات السياسية. في حين تمثل إيزابيل سريد، الموظفة في وزارة الإعلام، وجه البيروقراطية في النظام الجديد، حيث تتحول الثورة إلى مؤسسات قد تنسى أهدافها الأصلية. ويظهر الجنرال موانزا كرمز لصعود السلطوية والعنف في المرحلة التي تلت الاستقلال، مما يعكس تعقيد التحول من الاستعمار إلى بناء الدولة الحديثة.

## اسلوب الرواية
نادين غورديمير تستخدم أسلوبًا واقعيًا دقيقًا، يدمج بين السرد النفسي والتحليل السياسي، مع نبرة مأساوية عميقة، تعكس فقدان الأمل في التغيير السلمي أو الثوري.

## الرمزية في الرواية
في رواية ضيف الشرف، تتجسد الرموز السياسية من خلال الشخصيات الرئيسية والأحداث، حيث يُمثّل جيم كاديلاك صورة المثقف الأوروبي المؤيد للتحرر، لكنه يصطدم بتعقيدات الواقع الجديد ويعجز عن فهم تناقضاته، مما يضعه في موقع المتفرج الحائر. أما آدم، القائد الثوري السابق، فيرمز إلى المثقف الذي، بعد توليه السلطة، يفقد بوصلته الأخلاقية ويتورط في ممارسات تتعارض مع المبادئ التي نادى بها. في المقابل، يُجسّد الجنرال موانزا العودة إلى الاستبداد العسكري، مما يعكس كيف يمكن للثورات أن تُختطف من قبل منطق القوة. وتشكّل مظاهر العنف والانقلابات خلفية رمزية لفشل حلم الاستقلال النقي، حيث تتحوّل الثورة إلى صراع على النفوذ والسلطة بدلًا من أن تكون تحقيقًا للحرية والعدالة.

## الاسلوب الادبي واللغة
يتميز السرد في رواية ضيف الشرف بأنه بطيء ومدروس، حيث تركز الكاتبة نادين غورديمير بشكل أكبر على الغوص في التحليل النفسي العميق لشخصياتها، بدلاً من تسريع وتيرة الحبكة. تستخدم لغة وصفية دقيقة وتحليلية تعكس التوترات الداخلية والعلاقات الإنسانية المعقدة التي تنشأ في ظل الانقسامات السياسية والأخلاقية.